# Anadema
Anadema là một chi ốc biển, là động vật thân mềm chân bụng sống ở biển trong họ Colloniidae.

## Các loài
Các loài trong chi Anadema gồm có:
- Anadema macandrewii (Mörch 1868)[2]